# گراهام برک
گراهام برک (انگلیسی: Graham Burke؛ زادهٔ ۲۱ سپتامبر ۱۹۹۳) بازیکن فوتبال اهل جمهوری ایرلند است.
از باشگاه‌هایی که در آن بازی کرده‌است می‌توان به باشگاه فوتبال شروزبری تاون، باشگاه فوتبال نوتس کانتی، باشگاه فوتبال شامروک روورز، و باشگاه فوتبال استون ویلا اشاره کرد.
وی همچنین در تیم‌های ملی فوتبال Republic of Ireland national under-17 football team, Republic of Ireland national under-19 football team، زیر ۲۱ سال جمهوری ایرلند، و جمهوری ایرلند بازی کرده‌است.